# Űrtoll
Az űrtoll (angolul: Space Pen) fő tulajdonsága, hogy a normál golyóstollnál jóval szélsőségesebb körülmények között lehet használni. Kereskedelmi forgalomban kapható, gyártója a Fisher Space Pen Co.

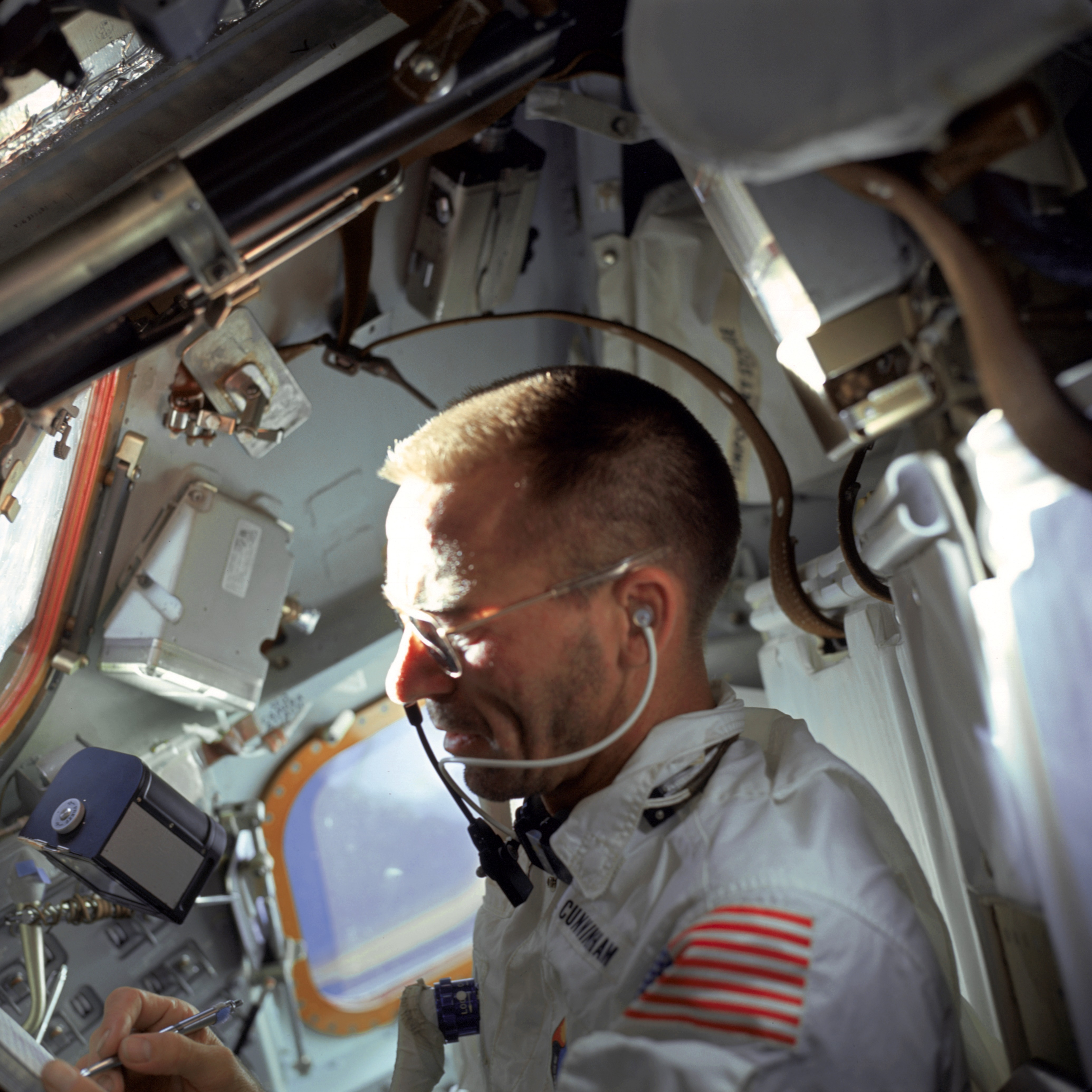

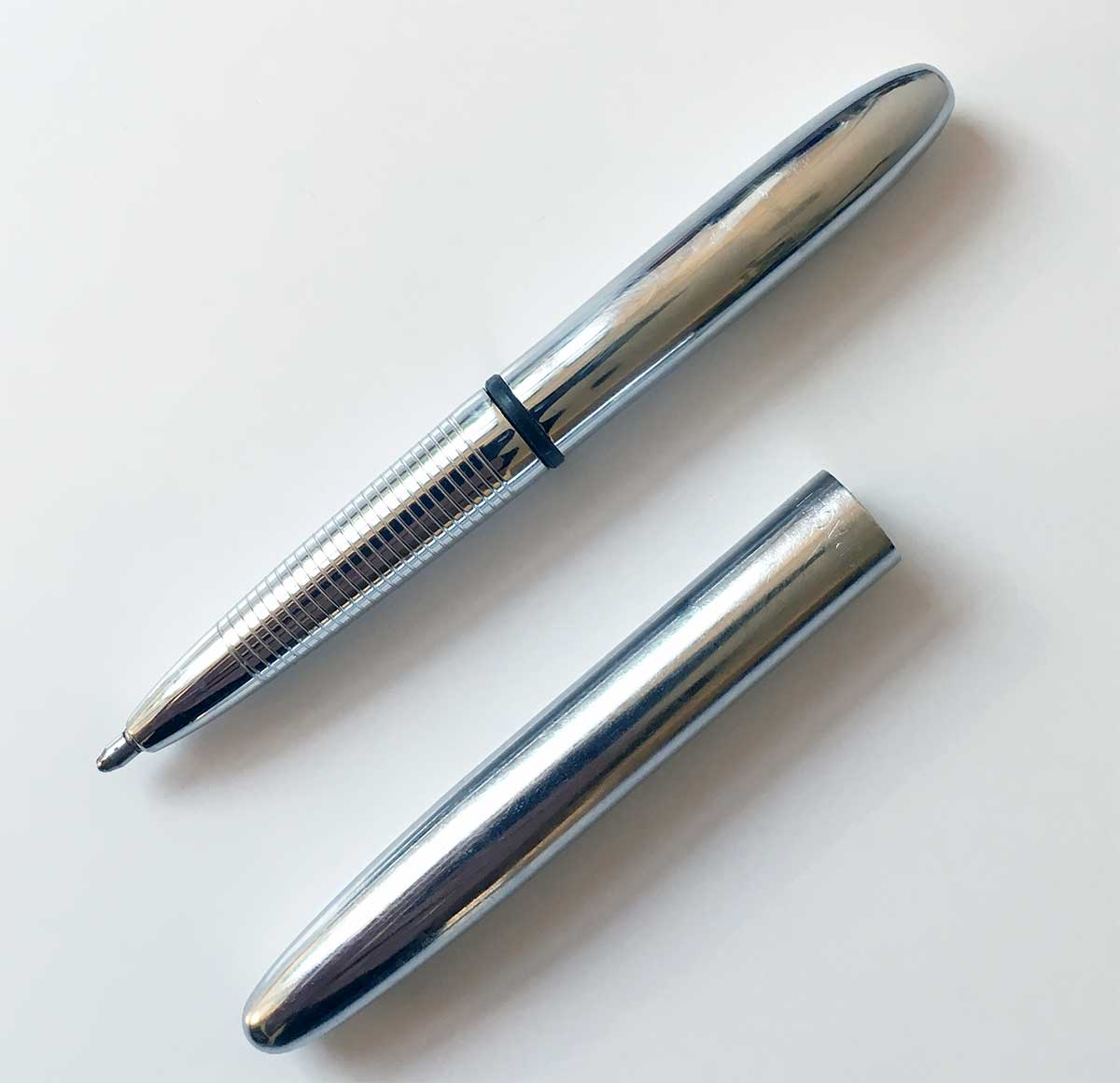

Az űrtollal lehet írni súlytalanságban, fejjel lefelé, víz alatt, vizes papírra, zsíros felületre, mindezt szélsőséges hőmérséklet-tartományban (-35 °C és 120 °C között). Az írócsúcs acélból, a golyó pedig volfrám-karbidból (W2C) készül. A toll belsejében lévő nitrogéngáz túlnyomásával érik el a tinta kisajtolását írás közben.
A gyártó állítása szerint a növelt patronméretű (Fisher INFINIUM) tollal összesen 48 km hosszú vonalat lehet húzni, amely hosszabb, mint amennyit egy felhasználó egész életében ír.

## Az űrtoll legendája
Az űrtollhoz egy híres városi legenda kapcsolódik:
Az amerikai űrhajósok kezdetben nem tudtak írni az űrben, mivel a golyóstollból súlytalanságban nem jött ki a tinta. A NASA súlyos dollármilliókért kifejlesztett egy túlnyomásos tollat, ami ír gravitáció nélkül, fejjel lefele, szinte minden felületen és minden előforduló hőmérsékleten, míg a szovjetek inkább ceruzát használtak…
Az űrtoll bevezetése előtt valójában mindkét ország űrhajósai töltőceruzával  írtak. A ceruza használata azonban túlságosan veszélyes az űrben (a grafit gyúlékony, a grafitpor vezeti az áramot, a letört grafithegyeket beszippanthatják az űrhajósok (faragandó fa-grafit ceruzát sohasem használtak az űrhajósok).
A NASA saját állítása szerint nem ők kérték meg a feltaláló Paul Fishert a toll kifejlesztésére, valamint állami támogatást sem kapott hozzá. Fisher maga fejlesztette ki kb. 1 millió dollár költséggel a tollat 1965-ben, ezután ajánlotta fel a NASA-nak kipróbálását. Fisher ezzel szemben azt állítja, hogy a NASA kereste meg.
Az űrtollat 1967-től használhatták az amerikai űrhajósok, 1969-ben már a szovjet űrügynökség is érdeklődött a toll iránt. Emellett a hagyományos golyóstoll is működik az űrben.